# Emily Witt
Emily Witt (geboren 1981) ist eine US-amerikanische Journalistin.

## Leben
Emily Witt wuchs in Minneapolis in einer Journalistenfamilie auf. Sie studierte Portugiesisch an der Brown University (B.A.) und danach Journalismus an der Columbia University (M.A.). Sie war mit einem Fulbright-Stipendium in Mosambik.
Witt arbeitete zunächst bei einer Zeitung in Miami. Seit 2006 schreibt sie Feuilletons für verschiedene Zeitungen und Zeitschriften. Witt wohnt in Brooklyn.
2016 erschien ihr Buch Future Sex, das auf vorher veröffentlichten, persönlichen Essays beruht.

## Werke
- Health and Safety: A Breakdown. Pantheon, New York 2024, ISBN 978-0-593-31764-8.
- Future Sex : a New Kind of Free Love. New York : Farrar, Straus and Giroux, 2016 ISBN 978-0-86547-879-4
  - Future Sex : wie wir heute lieben : ein Selbstversuch. Übersetzung Hannes Meyer. Berlin : Suhrkamp, 2017
- Diary, Essay, in: London Review of Books, 25. Oktober 2012, S. 34f.